# Bergfeld

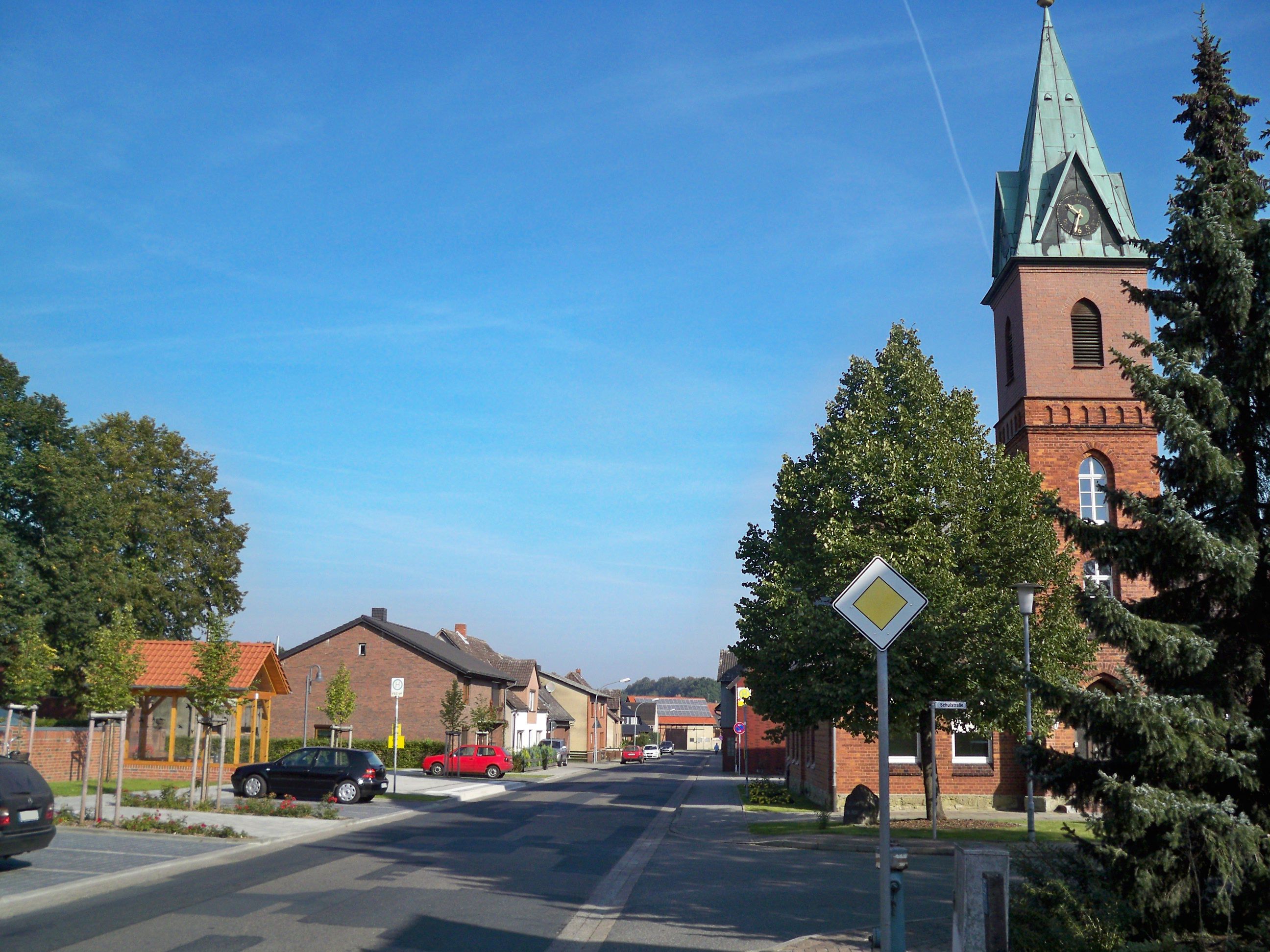
Hauptstraße mit Turm der Schule, Blickrichtung Nord

Bergfeld ist eine Gemeinde im Landkreis Gifhorn in Niedersachsen.

## Geografie

### Geografische Lage
Bergfeld liegt zwischen den Naturparks Südheide und Drömling an der Kleinen Aller in der geschichtlichen Landschaft des Vorsfelder Werders. Die Gemeinde gehört der Samtgemeinde Brome an, die ihren Verwaltungssitz in dem Flecken Brome hat. Die Wasserscheide zwischen Elbe und Weser verläuft durch die Gemarkung.

### Nachbargemeinden
Umliegende Ortschaften sind Parsau, das drei Kilometer östlich liegt, Tiddische vier Kilometer südwestlich, Tülau vier Kilometer nördlich und Ehra-Lessien fünf Kilometer nordöstlich. Bergfeld grenzt nordwestlich auch an die Gemarkung Barwedel.

## Geschichte
Die Siedlung Bergfeld ist wendischen Ursprungs und geht vermutlich auf das 6. bis 8. Jahrhundert zurück. Der Name Bergfeld ist vermutlich eine Zusammensetzung des deutschen Wortes Feld und des slawischen brêgu. Beide Worte bedeuten dasselbe, ein Feld, oder zu jener Zeit häufig auch ein Uferstück. Auch die Flurnamen um Bergfeld sind slawischen Ursprungs. Nach einer anderen Deutung bedeutet der Name Berg-Feld, also ein Feld auf der leichten Anhöhe, auf der der Ort liegt. Erstmals urkundlich erwähnt wird der Ort im Jahr 1135 als Bergfelde, als es zum Besitz des Klosters zu Königslutter gehört. Die ursprüngliche Dorfform war die eines wendischen Rundlings. Bergfeld besaß nie eine eigene Kirche, sondern ist nach Parsau gepfarrt.

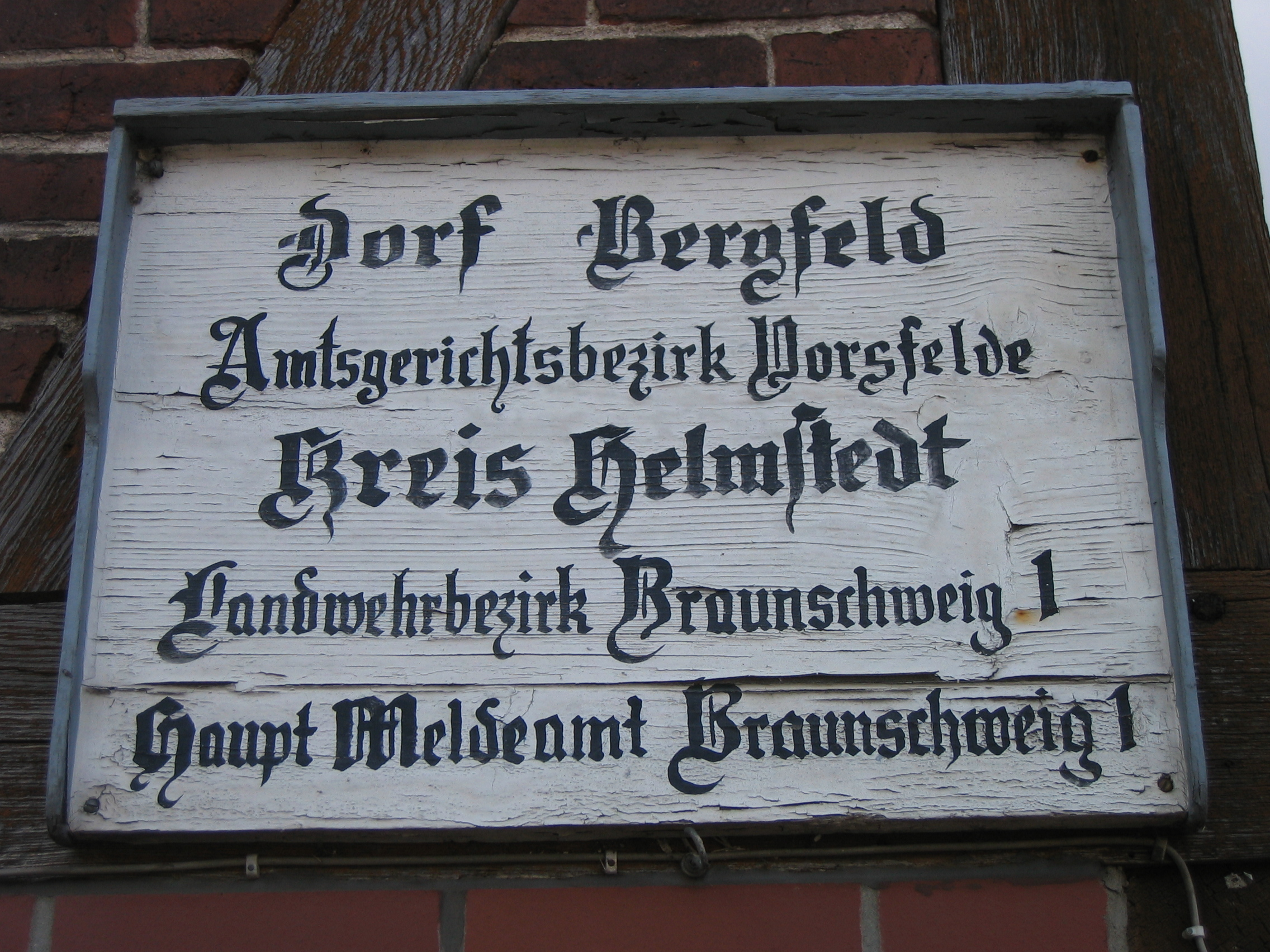
Altes Ortsschild in Bergfeld

1742 wurde das Amt Vorsfelde gegründet, dem auch Bergfeld angehörte. 1807 erfolgte die Auflösung des Amtes Vorsfelde durch die französische Besatzungsmacht, danach gehörte Bergfeld bis 1813 zum Kanton Vorsfelde im Distrikt Helmstedt, im Departement der Oker des Königreiches Westphalen. In der ersten Hälfte des 19. Jahrhunderts kam Bergfeld in den damals neu gegründeten Landkreis Helmstedt. Laut einem Siedlungsverzeichnis um 1850 bestanden zu dieser Zeit 20 Bauernhöfe. 1870 wurde ein Friedhof angelegt, 1881 eine Kyffhäuser-Kameradschaft gegründet.
Ein Schulhaus mit Glockenturm wurde errichtet. Um 1900 wurde Bergfeld zu einem Haufendorf. 1903 erfolgte die Gründung des Männergesangvereins. Im Ersten Weltkrieg starben 14 Soldaten aus Bergfeld, für die 1920 ein Kriegerdenkmal eingeweiht wurde. Ebenfalls 1920 wurde Bergfeld an das Stromnetz angeschlossen. Im Zweiten Weltkrieg starben 32 Soldaten aus Bergfeld. Am 11. April 1945 nahmen amerikanische Truppen Bergfeld ein. 1948 wurde die erste Friedhofskapelle erbaut, 1949 eine Volksbücherei gegründet.
Infolge der Flucht und Vertreibung Deutscher aus Mittel- und Osteuropa von 1945–1950 hatte sich die Einwohnerzahl von Bergfeld von 355 (1939) auf 543 (1950) vergrößert, davon waren 1950 168 Heimatvertriebene. Von 1953 an entstanden in Bergfeld neue Siedlungen mit Eigenheimen. 1955 wurde ein Feuerwehrhaus und das Kalthaus erbaut.
Die Gemeinde Bergfeld trat am 1. Juli 1972 der Samtgemeinde Rühen bei. Nach deren Auflösung schloss sich Bergfeld am 15. März 1974 der neugegründeten Samtgemeinde Brome an. Damit schied die Gemeinde aus dem Landkreis Helmstedt aus und wurde Teil des Landkreises Gifhorn.
1975 wurde ein 1790 erbautes Fachwerkhaus aus Bergfeld nach Braunschweig-Riddagshausen umgesetzt, wo es heute an der Straße Zwischen den Bächen steht. 1981 erfolgte der Bau einer neuen Friedhofskapelle. 1985 gab es 43 landwirtschaftliche Betriebe, von denen 20 unter fünf Hektar Land besaßen. 1989 entstand das heutige Feuerwehrhaus.

### Einwohnerentwicklung
| Jahr      | 1774 | 1793 | 1821 | 1849 | 1858 | 1871 | 1885 | 1905 | 1910 | 1925 | 1933 | 1939 | 1950 | 1956 | 1961 | 1971 | 1985 | 2003 | 2019 |
| --------- | ---- | ---- | ---- | ---- | ---- | ---- | ---- | ---- | ---- | ---- | ---- | ---- | ---- | ---- | ---- | ---- | ---- | ---- | ---- |
| Einwohner | 136  | 167  | 216  | 249  | 273  | 305  | 339  | 377  | 384  | 398  | 394  | 355  | 543  | 522  | 616  | 640  | 703  | 968  | 894  |

## Politik

### Gemeinderat
Der Rat der Gemeinde Bergfeld setzt sich aus neun Ratsfrauen und Ratsherren zusammen.
Die letzten Kommunalwahlen ergaben die folgenden Sitzverteilungen:
| Wahljahr | CDU | SPD | Gesamt  |
| 2021     | 5   | 4   | 9 Sitze |
| 2016     | 5   | 4   | 9 Sitze |

### Bürgermeister
Bürgermeister ist seit dem 11. Juni 2024 Ralf Michel (CDU).
Zuvor war seit Januar 2007 Ute Düsterhöft (CDU) Bürgermeisterin.

### Wappen
Von Blau und Gold (Gelb) im Wellenschnitt gespalten mit einem Hufeisen in gewechselten Farben.

## Kultur und Sehenswürdigkeiten

### Sport
Für sportliche Aktivitäten bestehen ein Sportplatz und der TSV Fortuna Bergfeld von 1922 e. V.

## Wirtschaft und Infrastruktur

### Unternehmen

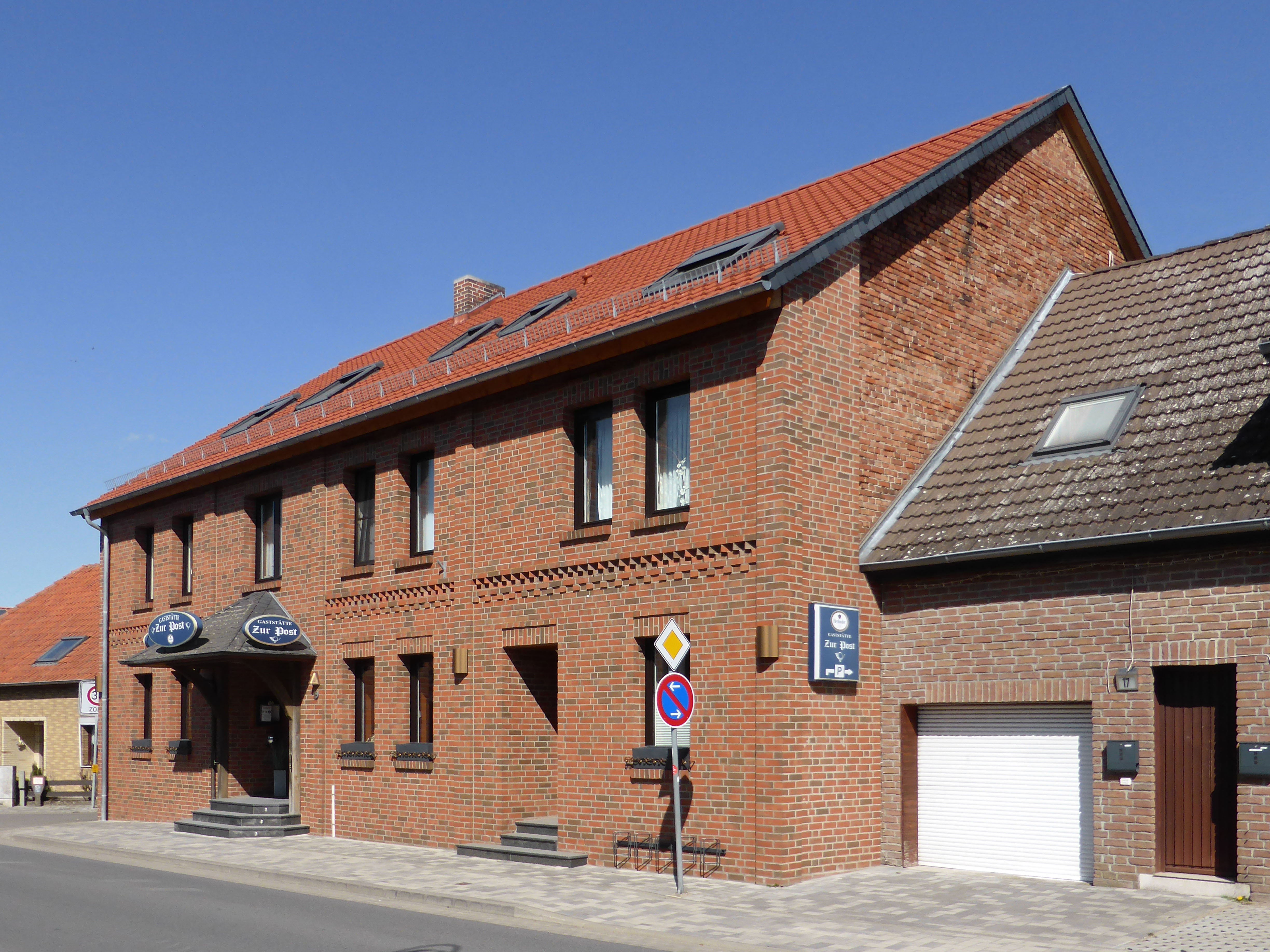
Gaststätte Zur Post

Die einzige Einkaufsmöglichkeit ist heute ein Hofladen auf einem Biobauernhof. Die Bäckerei Konezalle wurde 1975 geschlossen. Auch die Drogerie Nietner, die ebenso wie die Bäckerei auch ein Lebensmittelsortiment anbot, besteht inzwischen nicht mehr. Geschlossen wurde auch die Poststelle, die dem Hauptpostamt Vorsfelde, später Wolfsburg, zugeordnet war. Ferner die Geschäftsstellen der Norddeutschen Landesbank und der Volksbank Tülau eG sowie die Gaststätte Dorfkrug. Der einzige verbliebene Gasthof ist heute die Gaststätte Zur Post.

### Öffentliche Einrichtungen
Die Gemeindeverwaltung hat ihren Sitz im ehemaligen Schulgebäude.
Die Freiwillige Feuerwehr wurde 1911 gegründet, sie wird vom Förderverein der Ortsfeuerwehr Bergfeld e. V. unterstützt. Zuvor bestand bereits seit 1876 eine Pflichtfeuerwehr. 1925 bekam die Feuerwehr erstmals eine motorbetriebene Feuerlöschpumpe. Das heutiges Feuerwehrhaus wurde 1989 erbaut, es ist das dritte Feuerwehrhaus seit Gründung der Feuerwehr.
Evangelisch-lutherische wie katholische Einwohner haben ihre Kirchen in Parsau. Der 1870 gegründete Friedhof verfügt über zwei 1948 und 1981 erbaute Kapellen.

### Bildung

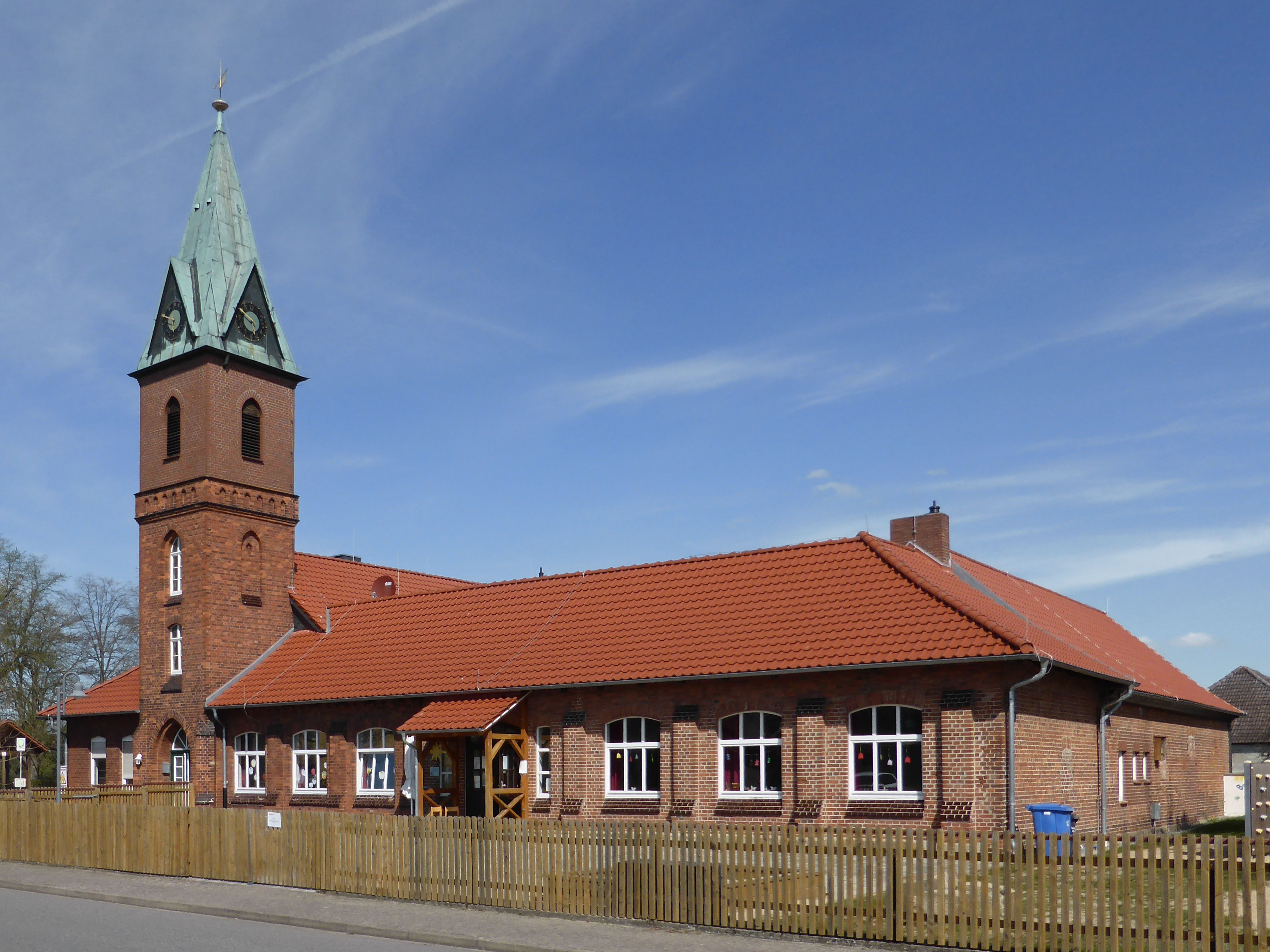
Ehemaliges Schulgebäude

Die neben dem Sportplatz gelegene Kindertagesstätte Bergfelder Spatzennest wurde 1994 eröffnet und betreut in einer Gruppe 25 Kinder ab 2,5 Jahren. Im Gebäude der ehemaligen Volksschule wird seit 2019 die Kindertagesstätte Bergfelder Sonnenschein mit zwei Kindergruppen für 35 Kinder von drei bis sechs Jahren betrieben.
Bereits 1758 wurde ein Schulmeister und ein Schulgebäude in Bergfeld erwähnt. Noch 1954 wurde die Schule als zweiklassige Volksschule geführt, zuletzt war die Bergfelder Schule eine Außenstelle der Grundschule Parsau. Heute besteht in Bergfeld keine Schule mehr.

### Verkehr
Kreisstraßen führen nach Parsau, Tülau und Tiddische. Die meist einspurige Straße nach Ehra-Lessien wurde für den öffentlichen Verkehr gesperrt. Die B 248 Wolfsburg–Salzwedel liegt in sechs Kilometer Entfernung westlich und nördlich der Gemeinde. Buslinien führen von Bergfeld bis nach Brome, Lessien, Vorsfelde und Wolfsburg.